# Santa Chiara (Napulj)
Santa Chiara je vjerski kompleks u Napulju, Italija, koji uključuje crkvu Santa Chiara, samostan, grobnice i arheološki muzej. Crkva bazilike Santa Chiara okrenuta je prema Via Benedetto Croce, koja je najistočniji krak Via Spaccanapoli. Pročelje crkve Santa Chiara je dijagonalno nasuprot crkve Gesù Nuovo.

## Arhitektura
Dvostruki samostanski kompleks izgradili su 1313. – 1340. kraljica Sancha od Majorke i njezin suprug, kralj Robert od Napulja, koji je također pokopan u kompleksu. Izvorna crkva bila je u stilu Gotico Angioiano, ali ju je u 17. stoljeću u baroknom stilu uredio Domenico Antonio Vaccaro. Nakon što je zdanje djelomično uništeno u požaru nakon savezničkog bombardiranja tijekom Drugog svjetskog rata, vraćeno je u navodno izvorno gotičko stanje spornom restauracijom, koja je dovršena 1953. godine.
Velika pravokutna građevina unutar zidina duga je 110,5 m, a široka 33 m. Zidovi lađe su visoki 47,5 m, a sama lađa je dugačka 82 m. Sa svake strane lađe nalazi se po devet bočnih kapela, krovovi kapela su presvođeni i nose galeriju koja se proteže duž cijele lađe. Iznad galerije nalaze se strijelasti prozori klerestorija. Neobična značajka građevine je da su bočne kapele uklopljene u tijelo crkve, dajući Santa Chiari njen prepoznatljiv pravokutni izgled. Još jedna neobična značajka građevine je činjenica da crkva nema apsidu, nakon bočnih kapela nalazi se dio crkve s glavnim oltarom u sredini, flankiran pravokutnim redovničkim korovima s obje strane. Iza oltara je grobnica kralja Roberta, a iza nje je zid koji dijeli glavni dio crkve od kora časnih sestara.
Zid između lađe crkve i retropjeva prodiru tri rešetkaste rešetke kroz koje su časne sestre mogle promatrati misu, a da su bile nevidljive za sve u lađi. U zidu su i četiri prozora koji zrcale četiri prozora na vanjskoj strani crkve. Iznad oltara je veliki vitraj u obliku koplja. Iznad ovog trokutastog uzorka su tri rozete. Na tjemenu vrha krovišta, iznad razine drvenih greda stropa, nalazi se četvrta, manja, rozeta. Zbor časnih sestara tlocrtno se razlikuje od glavnog dijela crkve, s dva velika stupa poduprta rebrastim svodovima koji dijele prostor na tri dijela. Santa Chiara bila je najveća klarisanska crkva ikad izgrađena i bila je to prva klarisanska crkva izgrađena u kojoj su časne sestre u svom zboru mogle gledati izvedbu mise.
Zvonik, odvojen od glavnog zdanja, na sjeveroistočnom uglu crkvenog prostora, započet je 1328. godine, ali je dovršen tek u doba renesanse.

## Interijer
Iza glavnog oltara nalazi se grobnica kralja Roberta Anžuvinskog, koju su izradili Pacio i Giovanni Bertini 1343. U bočnim kapelama nalaze se grobnice napuljskog kralja Burbona, Franje II. i njegove supruge Marije Sofije od Bavarske, kao i grobnice kraljice Marije Kristine Savojske i nacionalnog heroja Salva D'Acquista ( karabinjera koji je žrtvovao svoj životda bi spasio živote 22 civilna taoca tijekom nacističke okupacije). Crkva je korištena, čak i prije nego što je formalno dovršena, za držanje relikvija svetog Ljudevita od Toulousea, starijeg brata kralja Roberta. Jedna od tih relikvija bio je mozak sv. Luja, u raskošnom relikvijaru ukrašenom krunom koju je kraljica Sancha darovala u spomen na svog šogora.
U početku je interijer bio u gotičkom stilu, ali rekonstrukcija od 1742. do 1762. od strane Domenica Vaccara, Gaetana Buonocorea i Giovannija del Gaiza obnovila je interijer u baroknom stilu. Žbukani strop oslikao je tim umjetnika, uključujući Francesca De Muru, Giuseppea Bonita, Sebastiana Concu i Paola de Maia. Pod je bio popločan prema nacrtu Ferdinanda Fuge. Nažalost, velik dio unutarnjeg uređenja uništen je u zračnom bombardiranju 1943.
Na kontrafasadi je grobnica Antonija Penne, autora Antonija Baboccia. U kapeli Srca Isusova nalazi se grobnica Raimonda de' Cabannija.
U šestoj kapeli s lijeve strane su reljefi iz 14. stoljeća koji prikazuju mučeništvo Massenziove žene, dok sedma ima grobnicu Louisa, sina Charlesa, vojvode od Durazza, još jedno djelo Firentinca Pacia iz 14. stoljeća Bertini.
Desno od prezbiterija je pristup baroknoj sakristiji s freskama iz 1692. godine. Kroz sakristiju se dolazi do Zbora časnih sestara. U koru se nalaze fragmenti fresaka s Giottovim biblijskim pričama.

## Klaustar Majolika
Klaustar klarisa poznat je po jedinstvenom dodatku pločica od majolike, koje je 1742. dodao Domenico Antonio Vaccaro u rokoko stilu, radeći za Mariju Amaliju od Saske, suprugu Charlesa III od Bourbona, kralja Napulja. Pločice od majolike karakteristične su za školu napuljske keramike iz tog razdoblja, a izradili su je Donato Massa i njegov sin Giuseppe. Odvažni cvjetni ukrasi u boji čine ovaj klaustar, s osmerokutnim stupovima u strukturi poput pergole, vjerojatno jedinstvenim i čini se da se sukobljava s introspektivnim svijetom časnih sestara u samostanu. Arkade klaustra također su ukrašene freskama, danas u dosta lošem stanju.

## Muzej
U muzeju se čuvaju podaci o povijesti crkve, arheološki nalazi i materijal koji je ostao nakon požara koji je uništio dio crkve 1943. godine. Posjeduje i zbirku baroknih presepa (jaslica).